# Новые Полянки (станция)
Но́вые Поля́нки — промежуточная железнодорожная станция Пензенского отделения Куйбышевской железной дороги, располагается на территории Республики Мордовия.

## Краткая характеристика
Станция Новые Полянки расположена на двухпутном участке Рузаевка — Красный Узел с электротягой постоянного тока и относится к Пензенскому региону Куйбышевской железной дороги. На станции производится маневровая работа с грузовыми вагонами (формирование и расформирование вывозных поездов).

## Техническая информация
Станция Новые Полянки по характеру работы является промежуточной станцией, по объёму выполняемой работы отнесена к третьему классу. На станции 7 путей, из них 2 главных (№ 1, 2) и 5 приёмо-отправочных (№ 3-7). Станция оборудована путевыми устройствами САУТ-ЦМ в чётном и нечётном направлении. К станции примыкают подъездные пути необщего пользования: в нечётной горловине — путь на АО «Рузхиммаш», в чётной — путь на базу ПМС-146. Комплексный контроль за техническим состоянием путей на станции осуществляет Рузаевская дистанция пути (ПЧ-20). Обслуживающий РЦС: РЦС-1 Пенза.
Станция включена в диспетчерскую централизацию участка Пенза — Красный Узел. Диспетчерское управление осуществляется поездным диспетчером. Управление стрелками и сигналами при передаче станции на сезонное или резервное управление осуществляется дежурным по станции.

## Крушение на станции
23 февраля 2008 года на подъездном пути АО «Рузхиммаш» при скорости 50 км/час допущено лобовое столкновение неуправляемого маневрового состава из 28 гружёных вагонов с тепловозом ТГМ4 № 1066 под управлением машиниста вагонной компании АО «Рузхиммаш» с идущим навстречу составом (тепловоз ТЭМ2 № 5237 под управлением машиниста ТЧ Рузаевка), осуществлявшим подачу на подъездной путь 7-ми вагонов. 
В результате столкновения допущен сход обоих локомотивов и 18-ти вагонов, гружёных колесными парами, металлическими швеллерами и металлопрокатом. Повреждены до степени исключения из инвентаря оба тепловоза и 11 вагонов, 7 вагонов повреждены в объёме деповского ремонта. Причиной столкновения послужило нарушение работниками АО «Рузхиммаш» инструкции о порядке обслуживания и организации движения на железнодорожном пути необщего пользования.